# Vanilla appendiculata
Vanilla appendiculata ist eine Pflanzenart aus der Gattung Vanille (Vanilla) in der Familie der Orchideen (Orchidaceae). Die Kletterpflanze hat ihr Verbreitungsgebiet im Amazonasbecken.

## Beschreibung
Vanilla appendiculata ist eine immergrüne Kletterpflanze mit leicht fleischigem, im Querschnitt rundem Spross. Die Blätter werden als länglich oval bis lanzettlich oder spatelförmig beschrieben, vorne enden sie mit einer kurzen, aufgesetzten, etwas abgerundeten Spitze. Die Länge der Blätter beträgt 8 bis 15 Zentimeter, die Breite 2,5 bis 6 Zentimeter, der Blattstiel ist mit 1 Zentimeter nur kurz.
Der Blütenstand ist dick und kurz, er wird 2,5 bis 4 Zentimeter lang und trägt um die 12 Blüten. Die Tragblätter der Blüten sind etwa länglich, stumpf endend, 0,4 bis 0,8 Zentimeter lang. Der gebogene Fruchtknoten ist 4 Zentimeter lang. Die Blütenblätter sind – bis auf die Lippe – schmal lanzettlich und werden 3 bis 5 Zentimeter lang. Die inneren Blütenblätter sind etwas schmaler als die äußeren, leicht konkav geformt und auf der Außenseite gekielt. Die Lippe wird 5 Zentimeter lang, sie ist länglich geformt und undeutlich dreilappig. Während die Seitenlappen stumpf und rundlich sind, ist der mittlere Lappen länger, er endet spitz und ist weit nach unten gebogen. Auf dem mittleren Lappen befinden sich fadenförmige Anhängsel, weiter zur Basis der Lippe hin sind die Anhängsel breiter. Die  Säule wird 3,7 Zentimeter lang. Die Frucht ist nicht gebogen und wird 10 bis 12 Zentimeter lang, sie riecht aromatisch.

## Verbreitung
Vanilla appendiculata ist von Guayana bis ins nördliche Peru nachgewiesen. Vielleicht ist sie im ganzen Amazonasbecken weit verbreitet. Die Sammlung des Typusexemplars erfolgte am Corantijn.

## Systematik und Botanische Geschichte
Diese Orchidee wurde 1895 von Robert Allen Rolfe (1855–1921) beschrieben. Er berichtet in seiner Erstbeschreibung, dass die 1879 gesammelten Früchte bei seiner Untersuchung immer noch dufteten.
Innerhalb der Gattung Vanilla wird Vanilla appendiculata in die Untergattung Xanata und dort in die Sektion Xanata, die nur Arten der Neotropis enthält, eingeordnet. Verwandte Arten sind die Gewürzvanille (Vanilla planifolia) sowie Vanilla bahiana, Vanilla cristagalli, Vanilla denticulata, Vanilla dubia, Vanilla dungsii, Vanilla fimbriata, Vanilla helleri, Vanilla insignis, Vanilla odorata, Vanilla phaeantha, Vanilla ribeiroi, Vanilla schwackeana und Vanilla uncinata. Nach POWO ist Vanilla marowynensis Pulle kein Synonym von Vanilla appendiculata Rolfe.
Ein Synonym ist Vanilla purusara Barb.Rodr. ex Hoehne.